# Kocierz (gromada)
Kocierz – dawna gromada, czyli najmniejsza jednostka podziału terytorialnego Polskiej Rzeczypospolitej Ludowej w latach 1954–1972.
Gromady, z gromadzkimi radami narodowymi (GRN) jako organami władzy najniższego stopnia na wsi, funkcjonowały od reformy reorganizującej administrację wiejską przeprowadzonej jesienią 1954 do momentu ich zniesienia z dniem 1 stycznia 1973, tym samym wypierając organizację gminną w latach 1954–1972.
Gromadę Kocierz z siedzibą GRN w Kocierzu ad Moszczanica utworzono – jako jedną z 8759 gromad na obszarze Polski – w powiecie żywieckim w woj. krakowskim, na mocy uchwały nr 32/IV/54 WRN w Krakowie z dnia 6 października 1954. W skład jednostki weszły obszary dotychczasowych gromad Kocierz ad Moszczanica ze zniesionej gminy Gilowice oraz Kocierz ad Rychwałd ze zniesionej gminy Ślemień w tymże powiecie. Dla gromady ustalono 14 członków gromadzkiej rady narodowej.
29 marca 1956 z gromady Kocierz wyłączono przysiółek Skolarówka włączając go do gromady Ślemień.
Gromadę zniesiono 30 czerwca 1960, a jej obszar włączono do gromady Łękawica.